# Hermon (villa)
Hermon es una villa ubicada en el condado de St. Lawrence en el estado estadounidense de Nueva York. En el año 2000 tenía una población de 402 habitantes y una densidad poblacional de 411 personas por km².

## Geografía
Hermon se encuentra ubicada en las coordenadas 44°28′1″N 75°13′45″O / 44.46694, -75.22917.

## Demografía
Según la Oficina del Censo en 2000 los ingresos medios por hogar en la localidad eran de $31,477, y los ingresos medios por familia eran $34,583. Los hombres tenían unos ingresos medios de $32,813 frente a los $22,969 para las mujeres. La renta per cápita para la localidad era de $13,463. Alrededor del 21.3% de la población estaban por debajo del umbral de pobreza.